# Årstadstein
Der Årstadstein (norwegisch Årstad-steinen – N KJ58) ist ein Runenstein, der 1855 auf dem Hof Årstad in Sokndal, im norwegischen Fylke Rogaland gefunden wurde. Der Stein befindet sich heute in der Altertumssammlung im Kulturhistorisk Museum der Universität Oslo.
Über den Fund des Steins ist wenig bekannt. Der Katalogeintrag des Kulturhistorisk Museum, der etwa zehn Jahre später entstand, erwähnt, dass er bei einem Grab gefunden wurde, allerdings ist es nicht bekannt, ob er in oder neben der Kammer stand. Der Grabhügel wurde nach Ende der Ausgrabungen 1856 entfernt und durch einen Kartoffelkeller ersetzt.
Der dreieckige Stein aus Granit misst 1,21 × 0,78 × 0,13 m. Es ist schwierig, das genaue Alter zu bestimmen. Nach Lisbet Imer entstand er in der Eisenzeit etwa 160–375/400.
Auf dem Stein befinden sich in drei Zeilen 18–20 Runen im älteren Futhark. Sie wurden 1985 von Gerd Høst-Heyerdahl (1915–2007) wie folgt interpretiert: „Hiwigaz“ (und) „Saralu“ (hier begraben). „ek Winnaz“ (der Runenmeister).
Eine neuere Interpretation lautet: Hiwigaz (der Ehemann) von Saralu – Ich, der Freund.